# 6165 Фролова
6165 Фролова (6165 Frolova) — астероїд головного поясу, відкритий 8 серпня 1978 року.
Тіссеранів параметр щодо Юпітера — 3,535.